# Miguel Arlegui Bayonés

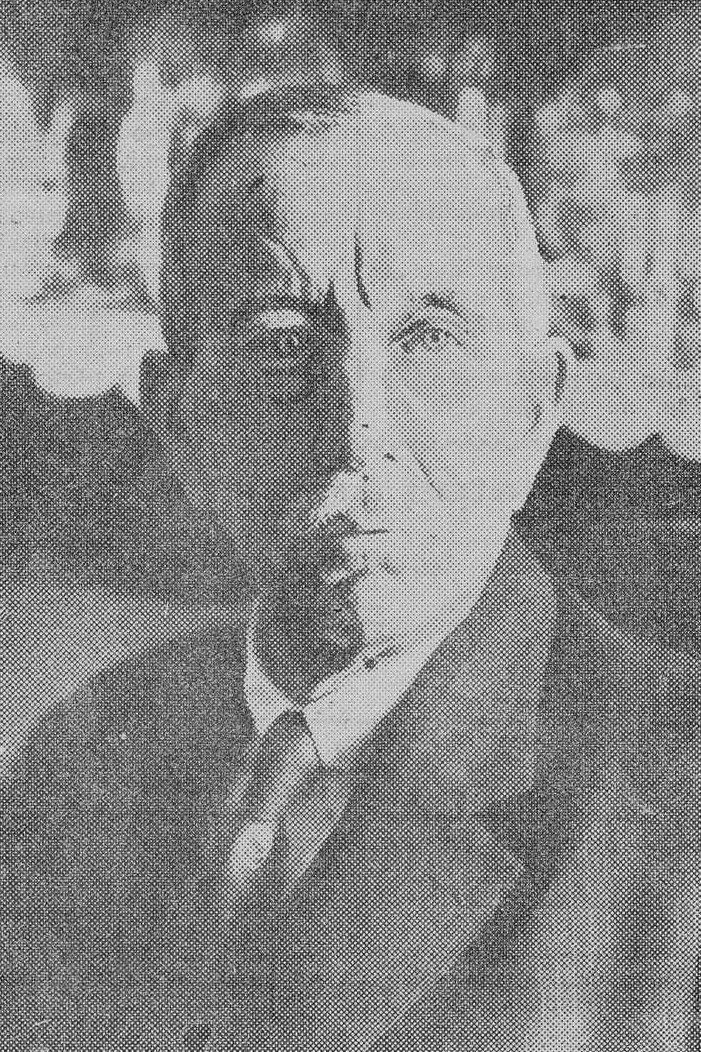
Retrato del general Arlegui

Miguel Arlegui y Bayonés (Madrid, 8 de noviembre de 1858-Madrid, 29 de enero de 1924) fue un militar español que durante la década de 1920 era el jefe de la policía de Barcelona.

## Biografía
Nacido el 8 de noviembre de 1858 en Madrid, luchó en la tercera guerra carlista y se tiene constancia de que estaba presente en la campaña de Puerto Rico.
Fue inspector general de Seguridad en Barcelona entre 1920 y 1922, a las órdenes de quien también en esas mismas fechas fue el gobernador civil de la provincia, Martínez Anido. Ambos dirigieron una durísima campaña de represión contra el movimiento obrero catalán con el apoyo de la patronal, aunque tolerando las acciones criminales del pistolerismo y aplicando la cruel ley de fugas. Poco después, ya con la dictadura de Primo de Rivera, se volvió a encargar de la policía al ser nombrado director general de Orden Público en 1923, también a las órdenes directas de Martínez Anido. Murió el 29 de enero de 1924 de un fallo cardíaco. Al morir tenía graduación de general de brigada de la guardia civil.